# 胡列塔·托莱多
胡列塔·伊莎贝尔·托莱多·阿梅斯（西班牙語：Julieta Isabel Toledo Ames，1997年5月24日—）来自下加利福尼亚州蒂华纳，是一名墨西哥女子击剑运动员，主攻佩剑。她的父亲是一名跆拳道教练，她最初也练习跆拳道，后来在2008年8月首次接触击剑，尽管她当时对击剑了解甚少，她最终放弃跆拳道，选择专攻击剑。她于2012年完成了自己的国际比赛首秀。高中时，俄亥俄州立大学曾邀请她加入该大学，但她拒绝了邀请，选择专心备战奥运。直到2019年，她才正式进入俄亥俄州立大学，开始代表该校校队参加美国校际比赛。